# Orly Kesten
Orly Kesten (in ebraico אורלי קסטן‎?; Hadera, 9 dicembre 1966) è un'ex cestista israeliana.

## Carriera
Con Israele ha disputato i Campionati europei del 1991.